# 松下みらの
松下 みらの（まつした みらの、1982年3月24日 - ）は、日本のAV女優。身長153、サイズはB83（C-65）、W58、H85。血液型はAB型。
東京都出身。初体験は大学入学後の18歳の時。AV女優としてデビューする前は、アイドルグループの一員として活動していた。AV女優としては、2003年にデビューした。5作品目の「Real Sex」でローター、口内射精、口内小便を解禁した。6作品目の「HARD CORE」ではレイプ、放尿を解禁している。2004年に引退した。

## アダルトビデオ
- DOLL（2003年8月30日、レックオーバー）
- Innocent（2003年9月30日、レックオーバー）
- INCARNATION 化身 松下みらの（2003年10月30日、レックオーバー）
- 松下みらの ザ ドキュメント（2003年11月30日、レックオーバー）
- Real Sex（2003年12月30日、レックオーバー）
- HARD CORE（2004年1月30日、レックオーバー）
- ACTRESS 松下みらの（2004年2月29日、レックオーバー）
- デリバリーエンジェル 松下みらの（2004年3月30日、レックオーバー）
- 恋人は松下みらの（2004年4月30日、レックオーバー）
- サヨナラみらの… 最終章 松下みらの（2004年5月30日、レックオーバー）
- REC-OVER SPECIAL AVに転身したタレント達（2004年11月19日、レックオーバー）他出演:水野ちか、川奈ゆき、広瀬友莉子（田島りな）、YUKA

## Vシネマ
- 新くノ一忍法伝 禁断の恋鎖（2004年4月1日）共演:山田愛子、浅田好未、星野メグ、飯干隆子

## 写真集
- みらの-松下みらのファースト写真集-（2003年、野村誠一撮影、双葉社）